# Andrzej Kłopotek
Andrzej Kłopotek (ur. 2 grudnia 1959 w Śliwicach, zm. 26 listopada 2015 w Bydgoszczy) – polski polityk, poseł na Sejm V kadencji.

## Życiorys
Ukończył studia w Toruńskiej Wyższej Szkole Przedsiębiorczości na kierunku bezpieczeństwo narodowe. Wstąpił do partii Polskie Stronnictwo Ludowe. W wyborach w 2005 kandydował z okręgu toruńskiego i uzyskał 2338 głosów. Został posłem w grudniu 2006 na miejsce Zbigniewa Sosnowskiego, który zrzekł się mandatu po wyborach samorządowych.
W wyborach do Sejmu w 2007 ponownie kandydował z listy PSL. Otrzymał 5607 głosów, co nie wystarczyło na zdobycie mandatu poselskiego. W 2008 został zatrudniony w spółce Elewarr. W wyborach parlamentarnych w 2011 również kandydował z listy PSL, nie uzyskawszy mandatu.
Był synem Alfonsa i Anastazji, a także bratem Eugeniusza Kłopotka.